# Codex Palatinus germanicus 4

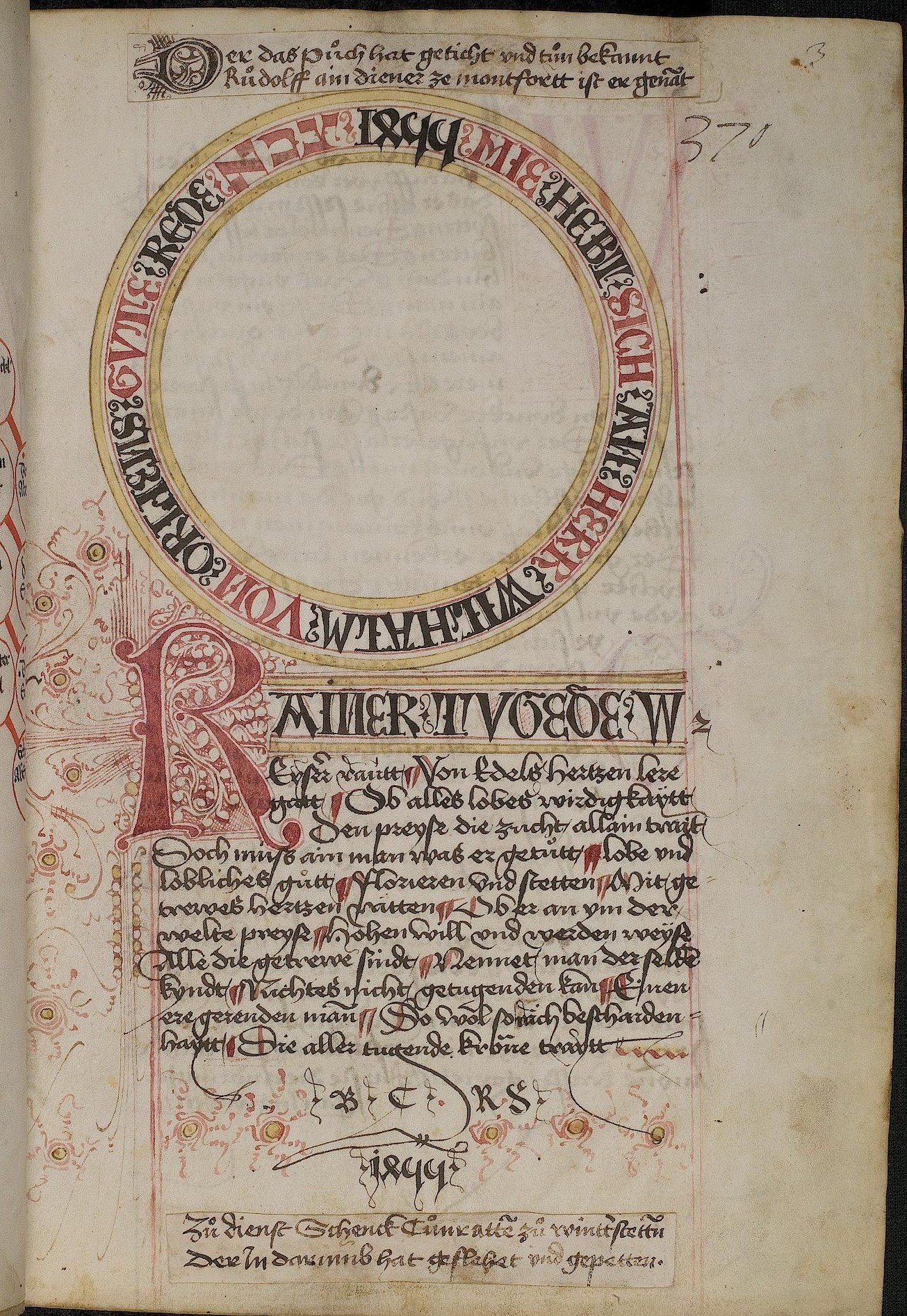
Cod. Pal. germ. 4, Blatt 3r: Rudolf von Ems, Willehalm von Orlens, Titelblatt

Der Codex Palatinus germanicus 4 ist eine spätmittelalterliche Handschrift der ehemaligen Bibliotheca Palatina in Heidelberg. Der Codex gehört zu den Codices Palatini germanici, den deutschsprachigen Handschriften der Palatina, die seit 1816 in der Universitätsbibliothek Heidelberg aufbewahrt werden; Signatur der UB-Heidelberg und gängige fachwissenschaftliche Bezeichnung ist Cod. Pal. germ. 4 (Kurzform: Cpg 4).
Neben einer Abschrift des Minne-Romans Willehalm von Orlens Rudolfs von Ems enthält die Sammelhandschrift mehrere kürzere Texte, darunter die Versnovelle Der Gürtel (Der Borte) Dietrichs von der Glesse und eine Minnerede Peter Suchenwirts, Liebe und Schönheit, sowie Fragmente.
Die Bilderhandschrift entstand zwischen 1455 und 1479 im schwäbischen Sprachraum, zumindest teilweise vermutlich in der Grafschaft Oettingen. Schreiber aller Texte ist der Augsburger Berufsschreiber Konrad Bollstatter (1420/30–1482/83).

## Beschreibung

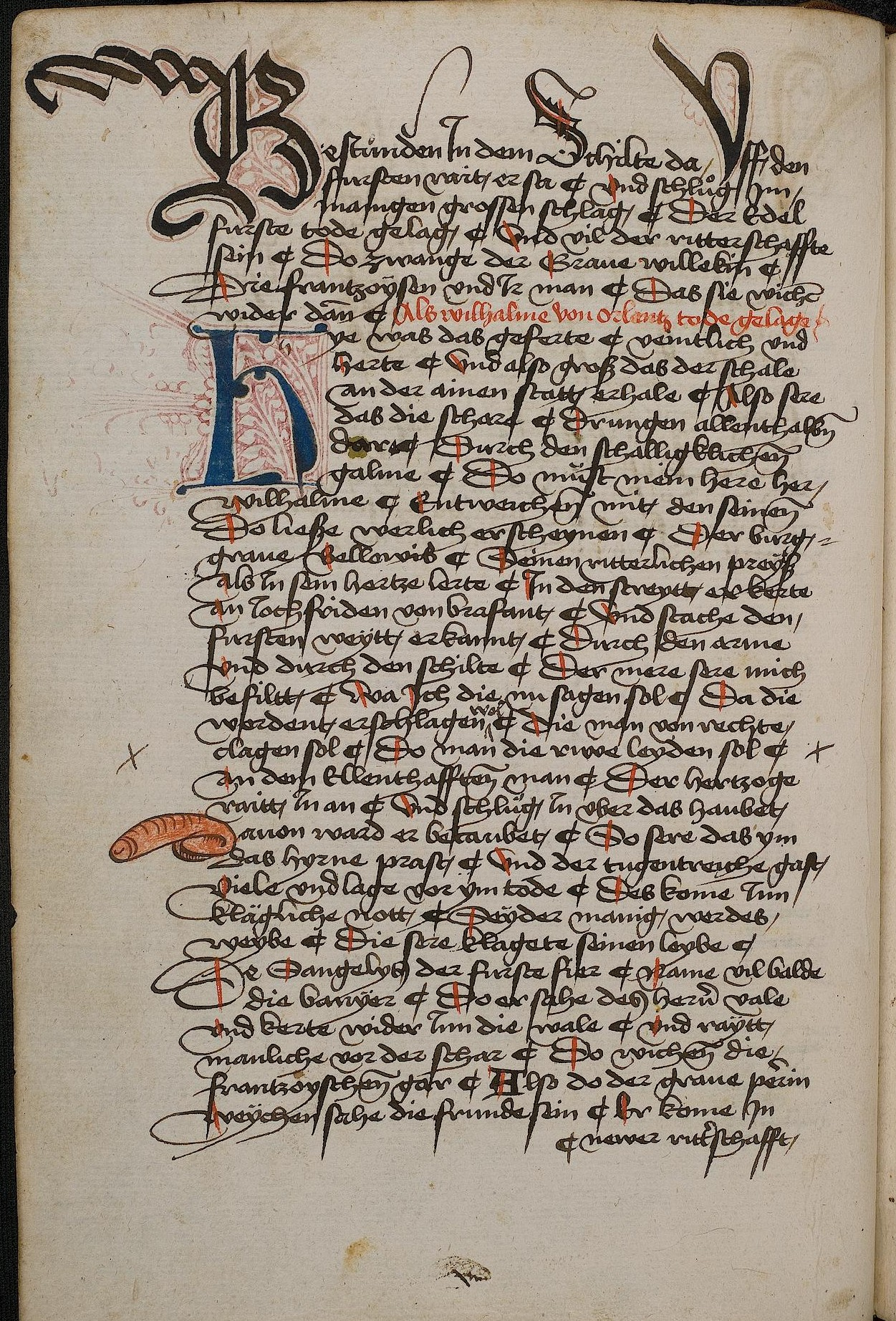
Cod. Pal. germ. 4, Blatt 17v: Rudolf von Ems, Willehalm von Orlens, D-Majuskel als Phallus

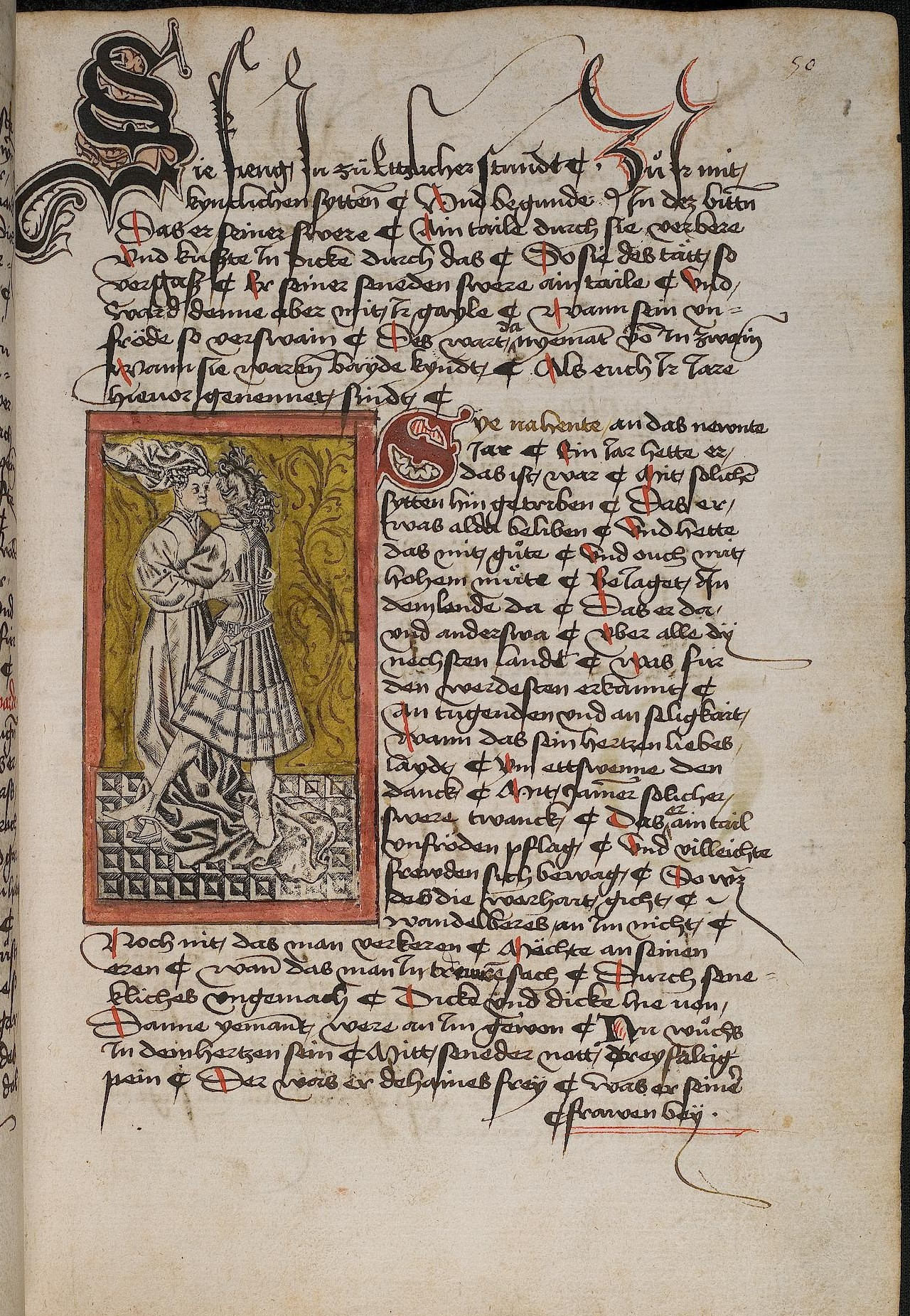
Cod. Pal. germ. 4, Blatt 50r: Rudolf von Ems, Willehalm von Orlens, Kupferstich Liebespaar

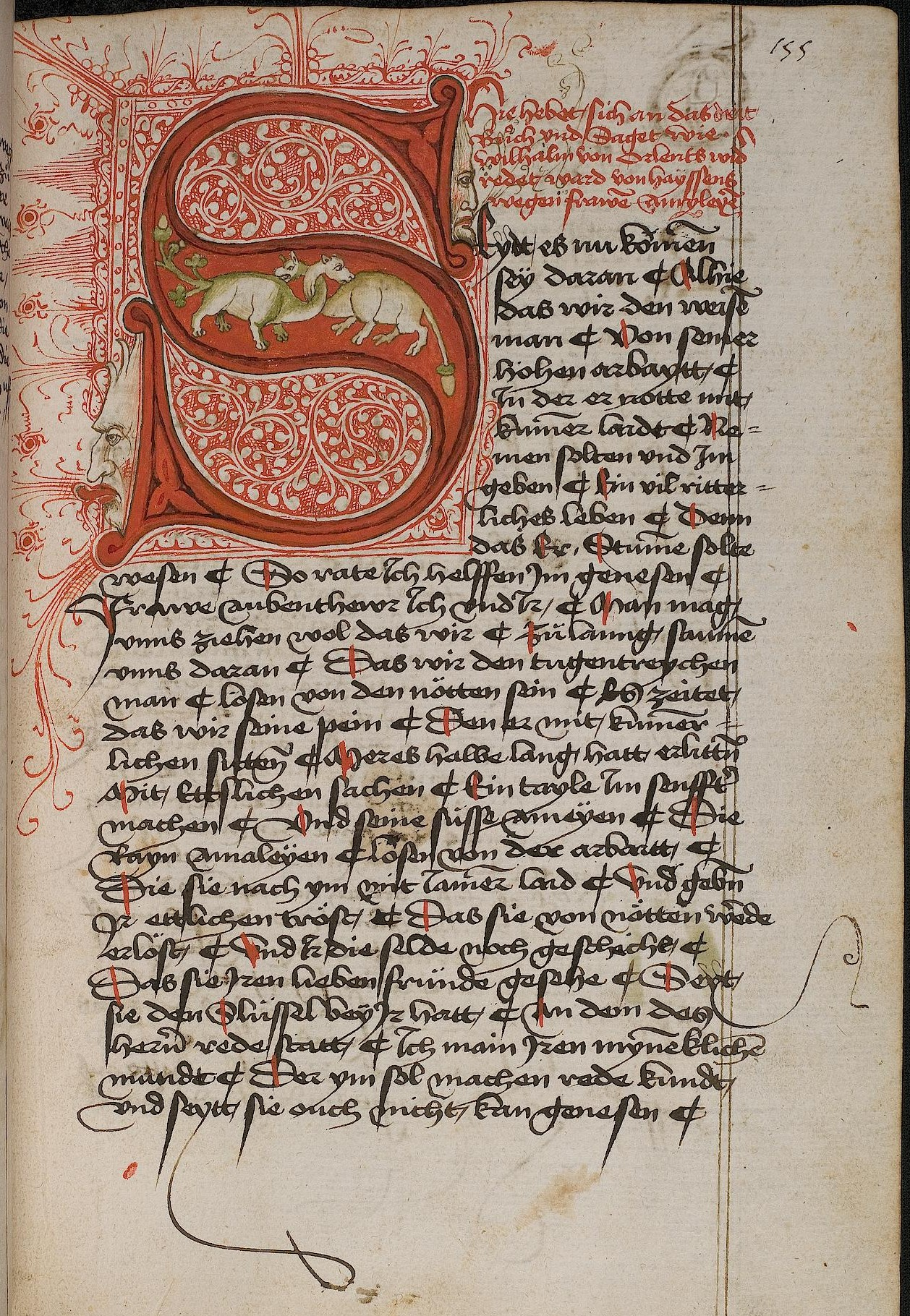
Cod. Pal. germ. 4, Blatt 155r: Rudolf von Ems, Willehalm von Orlens, S-Initiale mit Drachen

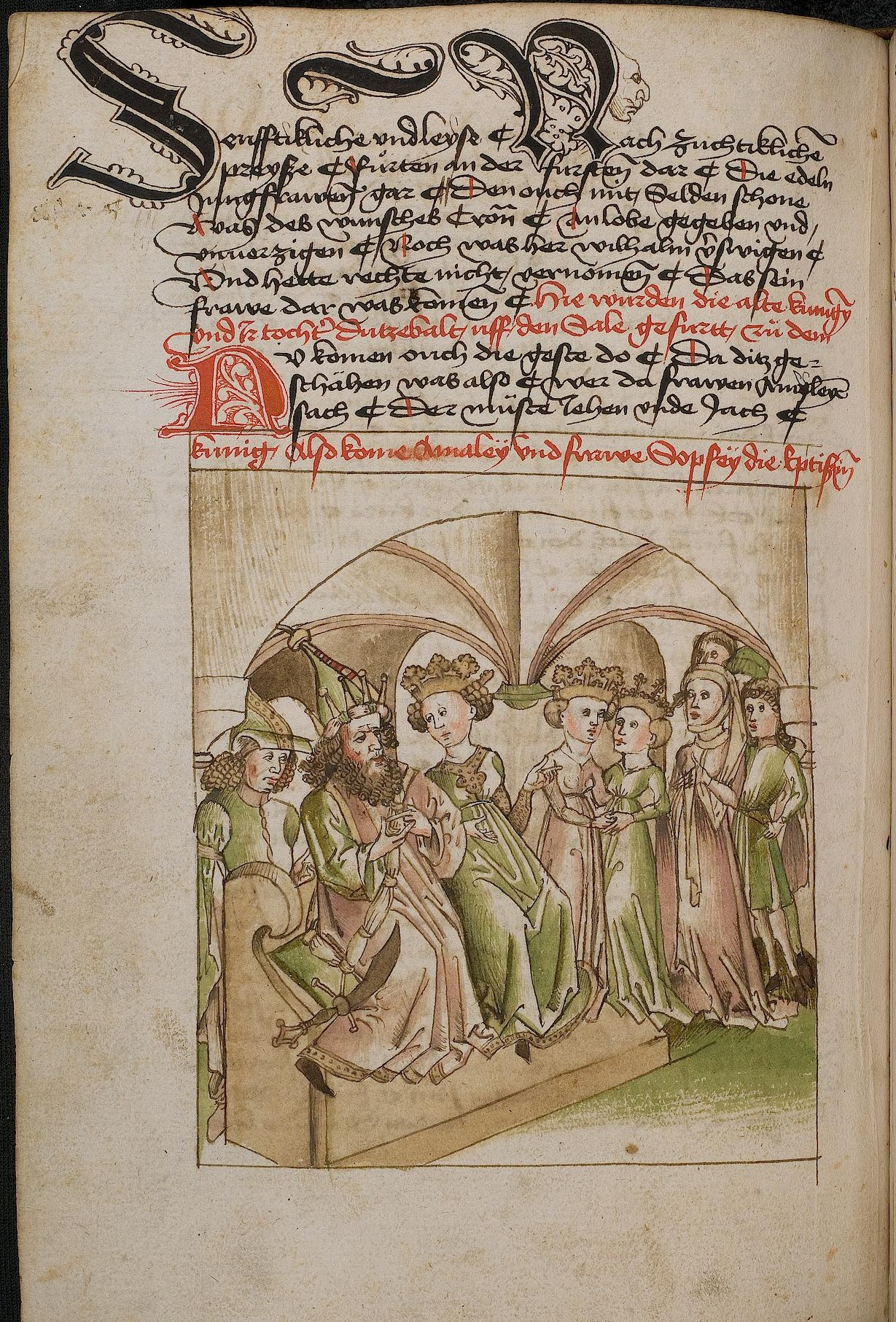
Cod. Pal. germ. 4, Blatt 167v: Rudolf von Ems, Willehalm von Orlens, Illustration: Ameley und Frau Sopfey, die Äbtissin, vor dem König

Der Codex ist eine Papierhandschrift; die eingehefteten Blätter 1 bis 3 sind aus Pergament. Die abweichende Foliierung des 17. Jahrhunderts zählt 230 Blätter, tatsächlich sind aber 237 Blätter erhalten. Auf den Seiten der Handschrift finden sich einige Reklamanten und Kustoden, teilweise durch Beschnitt der Blätter weggefallen.
Die Blattgröße des Codex beträgt 30,7 × 21,2 cm, dabei ist ein Schriftraum von 20,5–23 × 12,5–14 cm beschrieben mit 33 bis 44 Zeilen pro Seite. Durchgehende Schriftform ist die Bastarda, geschrieben von einer Hand (Konrad Bollstatter), Umschriften für geplante Illustrationen und Überschriften sind teilweise in Majuskelschrift (frühhumanistische Kapitalis) ausgeführt. Wiederholt stehen am Rand des Schriftraums kritische Korrekturen und Anmerkungen zu Textfehlern von einer etwas späteren zweiten Hand.
Häufig finden sich Aussparungen im Text zur Anlage von Miniaturen, von denen die meisten aber nicht ausgeführt wurden. Oft stehen unter diesen Aussparungen Anweisungen des Schreibers für einen Illustrator zu den möglichen Bildinhalten. Drei der Aussparungen (Blätter 3r, 37v und 212v) haben spezielle Rahmungen für Illustrationen: kreisrunde, beschriftete Scheiben. Lediglich zwei kolorierte Federzeichnungen sind ausgeführt, von zwei verschiedenen Zeichnern: die eine zeigt auf olivgrünem Grund einen König auf einem Thron, davor einen stehenden Mann (Blatt 66r), die andere in einem Rahmen mit Bildüberschrift eine Gruppe von Frauen vor einem König in einem Gewölbe (Blatt 167v). Beide Zeichnungen sind sorgfältig, aber nicht versiert angelegt, so sind bspw. die Proportionen der Gliedmaßen fehlerhaft ausgeführt. Hinzu kommt ein ausgeschnittener und eingeklebter Kupferstich eines Liebespaars (Blatt 50r), der dem Meister der Liebesgärten zugeschrieben wird.
Die Initialen des Codex sind mit Binnen-Ornamenten und wiederholt mit Fleuronnée-Besatz über drei bis 15 Zeilen versehen (bspw. Blätter 3v und 5r). Dabei finden verschiedene Farben Verwendung; manche Initialen sind auch zweifarbig ausgeführt (bspw. Blätter 13v und 16v). Lombarden in den Farben Rot, Blau oder Grün erstrecken sich über zwei bis zehn Zeilen, hinzu kommen zahlreiche Kadellen als dekorative Elemente. Wiederholt sind D-Majuskeln am Anfang einer Zeile als Phallus ausgeführt, am auffälligsten auf Blatt 17v (weitere: Blätter 23r, 40v; angedeutet: Blätter 47v, 136r und öfter).
Drei Initialen weisen dekorative Besonderheiten auf: auf Blatt 66r überlappt die Miniatur eines Vogel-Strauß mit einem Hufeisen im Schnabel die Initiale, Blatt 135v zeigt eine in das Binnenfeld einer D-Initiale eingeklebte, fratzenartige Gesichtsdarstellung. Und auf Blatt 155r enthält eine bewohnte S-Initiale eine Binnen-Miniatur im Buchstabenstamm, zwei Drachen, deren Hälse umeinander geschlungen sind. Rechts und links wird diese Initiale von zwei nach außen gewendeten Gesichtshälften (Profilfratzen) eingerahmt.
Bei den Initialen sind die Farben teilweise durchgeschlagen, der Codex leidet außerdem unter Tintenfraß und Kupferfraß.
Die Lagen der Handschrift waren in Holzdeckel mit Lederrücken eingebunden. Dieser Halbledereinband wurde 1970 erneuert, dabei wurden die Pergamentmakulaturen herausgelöst und als Fragmente der Handschrift beigefügt.

## Herkunft
Die Handschrift wurde von Konrad Bollstatter zwischen 1455 und 1479 angelegt, in schwäbischer Schreibsprache mit bairischen Formen. Der Schreiber nennt sich wiederholt auf den Seiten des Codex selbst (Blätter 3r, 197v, 208v, 225v).
Bollstatter war bis mindestens 1452 im Kanzleidienst der Grafen von Oettingen. Die Anlage des Codex mit den zahlreichen Aussparungen für eine reichhaltige Ausstattung mit Illustrationen erlaubt die Vermutung, dass die Handschrift ursprünglich für eine reiche Käuferschicht angefertigt wurde, vielleicht den Grafen von Oettingen. Dagegen spricht allerdings die lange Bearbeitungszeit von mehr als 20 Jahren, diese deutet eher auf eine Anlage zum Privatgebrauch hin.
Am Handschriften-Teil zu Willehalm schrieb Bollstatter seit 1455, die Arbeit schloss er am 27. April 1458 in Höchstädt an der Donau ab. Die anderen Texte wurden vermutlich in Augsburg, wo Bollstatter von 1466 bis zu seinem Tod 1482 lebte, geschrieben und mit dem Codex verbunden: Der Abschluss zu Der Schüler zu Paris ist auf 1466 datiert, Der Gürtel wurde zwischen 1467 und 1478 geschrieben, beide Texte sind mit der letzten Lage des Willehalm von Orlens verbunden. Anschließend wurden die bestehenden Lücken gefüllt, mit Die Graserin (1479), Minner und Trinker (1479?) und Liebe und Schönheit (1479).
Der Codex könnte entweder durch die zweite Heirat des Pfalzgrafen Johann II. von Pfalz-Simmern mit Maria Jakobäa von Oettingen (Maria Jakobine) 1554 in kurfürstlich-pfälzischen Besitz gekommen sein (Johanns ältester Sohn aus erster Ehe war der spätere Kurfürst Friedrich III. von der Pfalz) oder er kam im Nachlass Ulrich Fuggers nach dessen Tod 1584 in die Bibliotheca Palatina.
Wie die anderen Handschriften der kurfürstlich-pfälzischen Bibliotheken kam der Codex nach der Eroberung der Kurpfalz im Dreißigjährigen Krieg 1622 nach Rom in den Besitz der Vatikanischen Bibliothek und wurde mit den anderen deutschsprachigen Beständen der Palatina im Rahmen der Regelungen während des Wiener Kongresses erst 1816 nach Heidelberg zurückgeführt.

## Inhalte
Die ersten beiden beschriebenen Seiten des Codex (Blatt 1r/v) sind Fragmente: ein lateinisches Brevier mit Neumen, geschrieben in karolingischer Minuskel des 12. Jahrhunderts, ist überschrieben mit Notizen zu Rechtsgrundsätzen, v. a. zum Erbrecht, in Bastarda des 15. Jahrhunderts von fünf Händen.
Darauf folgt ein Blatt mit zwei schematischen Darstellungen von Stammbäumen. Blatt 2r zeigt einen Arbor affinitatis, ein Stammbaum-Schema mit Darstellung der Grade von Schwägerschaften. Darunter steht eine Notiz zur Geschichte des Klosters Andechs mit Erwähnung des Heiligen Rasso, geschrieben in einer Bastarda des 15. Jahrhunderts. Blatt 2v zeigt einen Arbor consanguinitatis, ein Stammbaum-Schema zur Darstellung von Blutsverwandschaften.

### Willehalm von Orlens
Mit Blatt 3r beginnt der Hauptteil des Codex, die Abschrift des hochmittelalterlichen Versromans Willehalm von Orlens (Blätter 3r bis 197v) Rudolfs von Ems. Der Minne- und Âventiure-Roman entstand um 1235 und ist mit 45 überlieferten Textzeugen eines der am weitesten verbreiteten Werke der deutschen Literatur des Mittelalters; in der Palatina ist der Text mit Cod. Pal. germ. 323 in einer weiteren Handschrift überliefert. Auf der ersten Seite sind außerhalb des normalen Schriftraums zwei Pergamentstreifen eingeklebt, auf denen (oben) sich Rudolf als Autor vorstellt und (unten) seinen Auftraggeber nennt, den Reichsschenken Konrad von Winterstetten. Ebenfalls auf der ersten Seite setzte der Schreiber der Handschrift sein Namenskürzel .B.C. (B[ollstatter].C[onrad]) und die Jahreszahl 1455 unter die ersten Verse des Romans. Auf der letzten Seite des Romans (Blatt 197v) vermerkt Bollstatter unter den letzten Versen, dass er die Abschrift am 27. April 1458 in Hochstetten beendet hat. Am Rand finden sich häufig kritische Anmerkungen eines etwas späteren Schreibers zu Textfehlern (bspw. Blätter 32r, 33v). Am Ende ist der Text unvollständig gegenüber anderen Handschriften, die letzten neun Verse fehlen.
Auf der letzten Seite der Willehalm-Abschrift (Blatt 197v) folgen direkt im Anschluss zwei kleine Fragmente: gut 4 Zeilen mit Bemerkungen zur Kriegstaktik, darunter ein 1½-zeiliger Vers – beides ohne inhaltlichen Zusammenhang mit dem Roman oder untereinander.

### Minnereden und andere kleinere Texte
Die Blätter 198r bis 208v sind eine Abschrift der Versnovelle Der Gürtel (mittelhochdeutsch: der borte), des einzigen überlieferten Werks Dietrichs von der Glesse, das Ende des 13. Jahrhunderts entstand. In der Palatina gibt es eine weitere Abschrift in der Sammelhandschrift Cod. Pal. germ. 341 (Blätter 232v–238r). Bollstatter vermerkt unter dem Text die Daten zum Abschluss seiner Abschrift: 15. August 1478 in Augsburg.
Auf den Blättern 208v bis 210v findet sich Die Graserin, eine oberdeutsche Minnerede des 14. Jahrhunderts; unter dem Text ist das Datum zum Abschluss der Abschrift vermerkt (7. März 1479). Die Heidelberger Handschrift ist einer von zwei überlieferten Textzeugen der Graserin.
Die nächsten Blätter der Handschrift (211r bis 225v) geben das Märe Der Schüler zu Paris, entstanden im 13. Jahrhundert im ostthüringischen Raum, in einer Redaktion der Fassung A des Textes wieder. A wurde im 14. Jahrhundert im ostschwäbischen Raum erstellt und ist in dieser Redaktion nur mit dieser Handschrift überliefert. Unter dem Text ist als Abschlussdatum der 8. Februar 1466 vermerkt.
Die Blätter 225v bis 228r tradieren das Streitgespräch zwischen Minner und Trinker aus dem 13. Jahrhundert.
Die letzten beschriebenen Blätter 228r bis 230v geben Peter Suchenwirts Minnerede über den Streit zwischen Liebe und Schönheit wieder, entstanden in der zweiten Hälfte des 14. Jahrhunderts. Bollstatter vermerkt als Abschlussdatum den 25. Februar 1479.

### Makulatur-Fragmente
Die zur Handschrift gehörenden Pergamentfragmente wurden bei der Erneuerung des Einbands 1970 ausgelöst. Dazu gehört der alte Pergamentrücken der Handschrift, der im 17. Jahrhundert in Rom hergestellt wurde. Aus der Einbandmakulatur sind acht Fragmente mit der Größe 2–5 × 2–6,5 cm erhalten. Sie stammen ursprünglich aus einem Graduale oder Antiphonale und zeigen Reste von Textura und Hufnagelnotation.
Schließlich sind drei schmale Falzstreifen aus der Verstärkung im Inneren der Lagen erhalten. Es sind Streifen eines quer durchgeschnittenen Pergamentblatts, die Breite der Streifen beträgt maximal 30 cm, in der Höhe lassen die Streifen jeweils gut zwei Textzeilen erkennen. Diese Fragmente stammen aus einer Urkunde, die mit dem Erbe des verstorbenen Hans von Rechemberg zu tun hat, erwähnt wird ein Wolffen von Hoppingen, beide waren Lehnsmannen der Grafen von Öttingen. Geschrieben wurde diese Urkunde in einer Bastarda des 15. Jahrhunderts von einer Hand, ebenfalls von Konrad Bollstatter.